# El Bulli

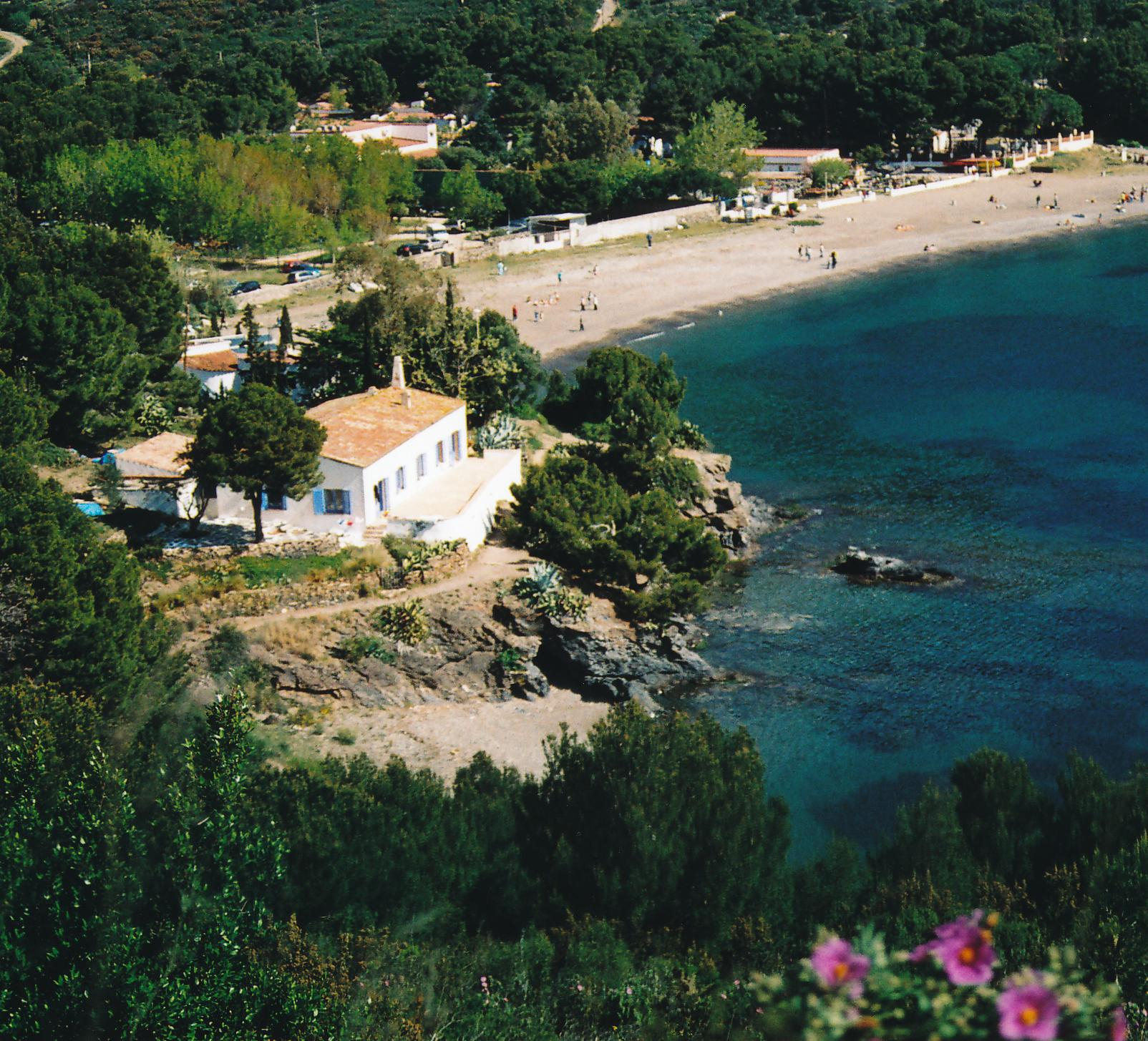
Widok ogólny

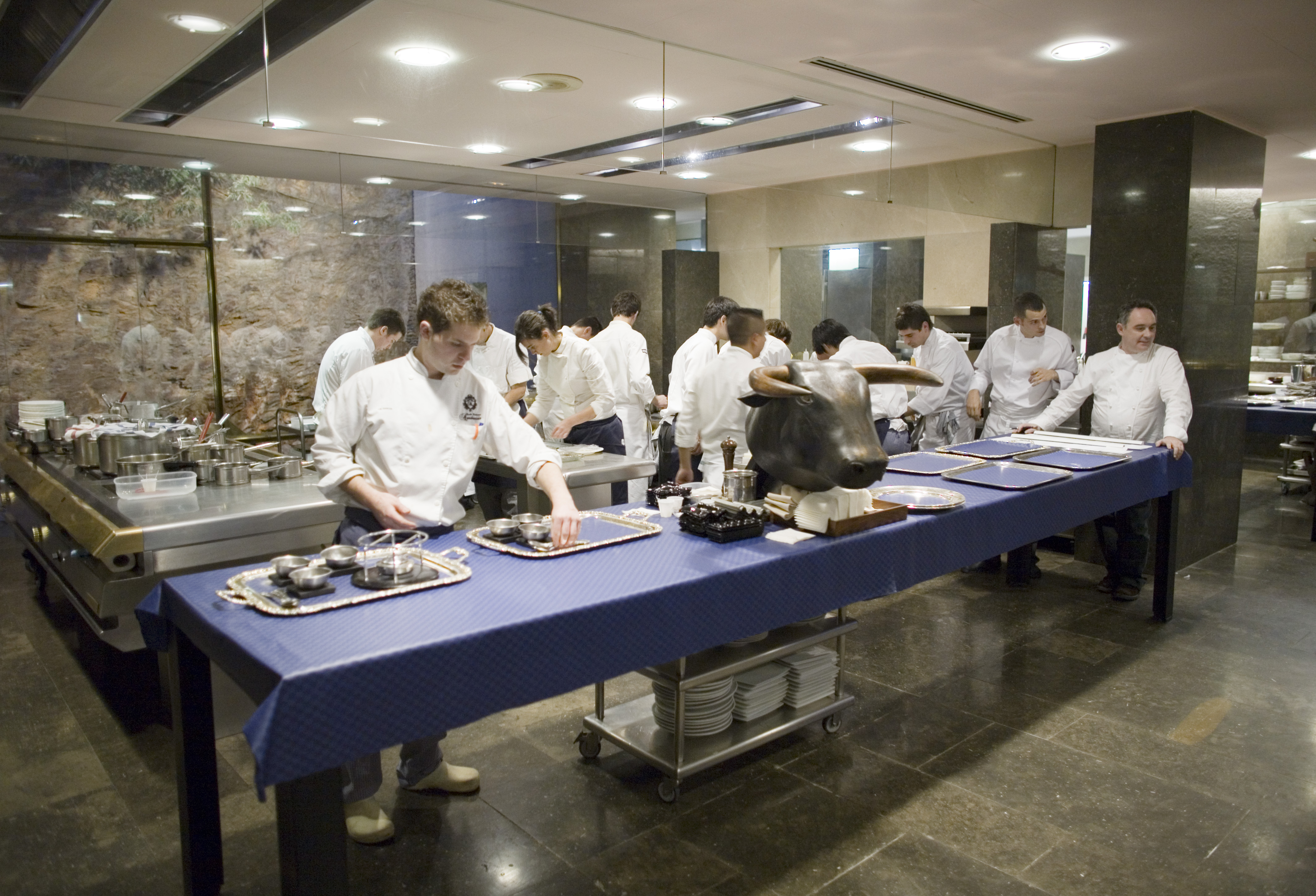
Kuchnia

El Bulli – restauracja, uhonorowana 3 gwiazdkami przez Przewodnik Michelin. Znajduje się ona w Roses, na Costa Brava w Hiszpanii, a jej szefem kuchni był Ferran Adria. W restauracji podawana była kuchnia molekularna.
Jest to niewielka restauracja z widokiem na zatokę, ale została określona jako „obdarzony największą wyobraźnią twórca haute cuisine na tej planecie” (oryg. the most imaginative generator of haute cuisine on the planet). Znane czasopismo „Restaurant” uhonorowało El Bulli tytułem najlepszej restauracji na świecie (The San Pellegrino World's 50 Best Restaurants) 5 razy (rekord) w 2002, 2006, 2007, 2008 i 2009 roku.
Restauracja była otwarta wyłącznie w sezonie od kwietnia do września. Rezerwacje były przyjmowane tylko w jednym dniu w roku, w październiku roku poprzedzającego rezerwację. Liczba ta była ograniczona do 8000 posiłków w sezonie, przy 800 000 chętnych do rezerwacji ok. 400 chętnych na stolik. Średnia cena posiłku to 250 euro. Na kwiecień 2008 roku, restauracja zatrudniała 42 kucharzy.

## Historia
Teren pod restaurację El Bulli został wyznaczony w 1961 roku przez Niemca, dr. Hansa Schillinga, i jego żonę, którzy chcieli zbudować restaurację na ziemi, którą niewiele wcześniej zakupili. Nazwa „El Bulli” pochodzi od francuskich buldogów będących własnością Schillingów.
Pierwsza restauracja została otwarta w 1964 roku. Zdobyła ona swoją pierwszą gwiazdkę Michelin w 1976 roku, kiedy szefem kuchni był Francuz Jean-Louis Neichel. Ferran Adria dołączył do obsługi w 1984 roku, a 3 lata później został szefem kuchni. Drugą gwiazdkę Michelin restauracja otrzymała w 1990 roku, zaś trzecią (najwyższe z możliwych wyróżnień) w 1997 roku.
W 2011 roku restauracja została zamknięta, zaplanowano otwarcie w nowej formule w 2014 roku.